# Sevigné
Sevigné es una localidad del Partido de Dolores, provincia de Buenos Aires, Argentina.
Se encuentra a 14 km pavimentados de la ciudad de Dolores por Autovía 2 en el km 196.

## Población
Cuenta con 286 habitantes (Indec, 2010), lo que no representa cambio frente a los 286 habitantes (Indec, 2001) del censo anterior.
| Gráfica de evolución demográfica de Sevigné entre 1991 y 2010 |
|                                                               |
| Fuente: Censos nacionales del INDEC                           |